# .242 Rimless Nitro Express
El .242 Rimless Nitro Express, o .242 Vickers, fue inicialmente llamado .242 Manton. Un cartucho metálico de fuego central para rifle con forma de cuello de botella sin borde desarrollado por Kynoch para J. Manton & Co de Calcuta e introducido en 1923. 
La performance de. .242 Rimless es muy parecida a la del .243 Winchester en términos balísticos, aunque el cartucho es significativamente más largo.  
Utiliza un proyectil de 100 granos que alcanza una velocidad de salida de 2800 pies por segundo. 